# ساریا (اسپانیا)
ساریا (به اسپانیایی: Sarria) یک دهستان در اسپانیا است که در استان لوگو واقع شده‌است. ساریا ۱۳٬۵۰۸ نفر جمعیت دارد.